# Just Survive
Just Survive, tidigare H1Z1, var ett överlevnadsspel och tredjepersonsskjutare av Daybreak Game Company för Microsoft Windows. Spelet släpptes först 15 januari 2015 via Steam som en alfaversion för att sedan utvecklas till två olika utgåvor, H1Z1: King of the Kill och H1Z1 Just Survive. I oktober 2018 stängdes spelets servrar ner.